# Opportuniteitsbeginsel
Het opportuniteitsbeginsel is het beginsel dat in Nederland een officier van justitie kan beslissen dat een strafbaar feit niet vervolgd wordt op grond van het algemeen belang (art. 167 en 242 Wetboek van Strafvordering). In de wet is bepaald dat het OM van vervolging kan afzien "op gronden aan het algemeen belang ontleend".
Opportuniteit is een van de gronden om een zaak te seponeren, te onderscheiden van onder andere een "technisch" sepot indien het openbaar ministerie oordeelt dat een vervolging waarschijnlijk niet tot een veroordeling zal leiden, omdat het tenlastegelegde feit niet "wettig en overtuigend" bewezen kan worden, of wel bewezen kan worden maar geen wettelijk strafbaar feit vormt, of een strafuitsluitingsgrond van toepassing is zoals noodweer.
Het opportuniteitsbeginsel komt voort uit de gedachte dat het strafrecht in de eerste plaats het openbaar belang dient, in tegenstelling tot het privaatrecht. De beschikbare capaciteit moet optimaal worden ingezet om de doelen van het strafrecht te dienen (vergelding en preventie). Zoals uit de volgende paragraaf blijkt, kan een eventueel slachtoffer niettemin om vervolging vragen.

## Beklag over niet-vervolgen
Als de officier van justitie beslist om niet te vervolgen, kan een rechtstreeks belanghebbende proberen verdere vervolging af te dwingen door bij het gerechtshof beklag doen over het niet (verder) vervolgen. Het Hof toetst vervolgens aan de hand van de haalbaarheid en de opportuniteit of vervolging moet plaatsvinden. Als het Hof van mening is dat de vervolging haalbaar en opportuun is geeft het een bevel tot vervolging. Een dergelijke beslissing is geen veroordeling, maar slechts een voorlopig oordeel van het Hof over de haalbaarheid en opportuniteit van de vervolging.